# Galina Wischnewskaja-Scheporenko
Galina Sergejewna Wischnewskaja-Scheporenko, geb. Wischnewskaja (russisch Галина Сергеевна Вишневская-Шепоренко; englisch Galina Vishnevskaya-Sheporenko; * 10. Februar 1994 in Semipalatinsk) ist eine kasachische Biathletin.

## Karriere
Galina Wischnewskaja gab ihr internationales Debüt im Rahmen der Juniorinnenrennen der Sommerbiathlon-Weltmeisterschaften 2009 in Oberhof. Bei den Crosslauf-Rennen wurde sie Zehnte des Sprints und Elfte der Verfolgung, auf Skirollern 36. des Sprints. Im Verfolgungsrennen schied sie als überrundete Läuferin aus. Danach dauerte es bis zu den Biathlon-Juniorenweltmeisterschaften 2011, dass Wischnewskaja zu weiteren Einsätzen kam. In Nové Město na Moravě gewann sie im Einzel hinter Thekla Brun-Lie und Jelena Badanina die Bronzemedaille, im Sprint wurde sie 14. sowie Neunte des Verfolgungsrennens. Noch erfolgreicher war sie 2012 in Kontiolahti. Im Einzel musste sich Wischnewskaja einzig Julia Bartolmäs geschlagen geben. Im Sprint verpasste sie als Viertplatzierte eine weitere Medaille und fiel im Verfolgungsrennen auf den siebten Rang zurück. Mit der Staffel wurde sie zudem Sechste. Auch bei den Olympischen Jugend-Winterspielen 2012 in Innsbruck startete die Kasachin mit großem Erfolg. Im Sprint war einzig Franziska Preuß schneller, im Verfolgungsrennen kam sie hinter Uljana Kaischewa und Franziska Preuß auf den dritten Rang. Im weiteren Jahresverlauf lief sie bei den Juniorinnenrennen der Sommerbiathlon-Weltmeisterschaften 2012 in Ufa, bei denen sie Elfte des Sprints und 14. der Verfolgung wurde. Auch bei den Juniorenweltmeisterschaften 2013 gewann Wischnewskaja wieder eine Medaille. Nach Platz 18 im Einzel und Rang fünf in der Verfolgung, konnte sie sich im Verfolger bis auf den zweiten Rang verbessern und musste sich einzig der Vierfach-Weltmeisterin der WM, Uljana Kaischewa, geschlagen geben.
Bei den Frauen bestritt Wischnewskaja ihre ersten Rennen zum Auftakt der Saison 2011/12 bei Rennen in Idre im IBU-Cup. Als 32. eines Sprints gewann sie sogleich erste Punkte. Wenig später folgte das Debüt im Biathlon-Weltcup. In Hochfilzen lief sie auf einen 83. Rang im Sprintrennen. In der Saison 2013/14 gewann sie in Annecy als 36. eines Sprints erstmals Weltcuppunkte, in Ruhpolding verbesserte sie ihre Bestleistung einem Einzel bis auf Rang 33.
In der Saison 2016/17 konnte sie sich zweimal in den besten zehn eines Weltcups klassieren und wurde 20. im Gesamtweltcup. Im Dezember 2017 landete Galina Wischnewskaja mit Maxim Braun als Dritte in der Single-Mixed-Staffel von Östersund zum ersten Mal auf einem Weltcup-Podest. Im Januar 2017 nahm Galina Vishnevskaya an der 28. Winteruniversiade 2017 in Almaty teil. Sie gewann zwei Goldmedaillen im Sprint über 7,5 km und im Massenstart über 12,5 km sowie zwei Silbermedaillen im Einzelrennen über 15 km und in der gemischten Staffel. Sie lag auch in der 10-km-Verfolgung in Führung, verwechselte aber die Schießpositionen und wurde disqualifiziert.
Kurz vor der Saison 2018/19 wurde sie mit acht ihrer Teamkollegen aufgrund mutmaßlicher Dopingvergehen von der IBU vorläufig gesperrt. Gegen diese Entscheidung klagte sie vor dem Internationalen Sportgerichtshof und bekam Ende Februar 2019 Recht, sodass sie wieder an internationalen Wettkämpfen teilnehmen darf.
Im Sommer 2020 heiratete sie und tritt seitdem unter dem Namen Wischnewskaja-Scheporenko an.

## Statistiken

### Weltcupplatzierungen
Die Tabelle zeigt alle Platzierungen (je nach Austragungsjahr einschließlich Olympische Spiele und Weltmeisterschaften).
- 1.–3. Platz: Anzahl der Podiumsplatzierungen
- Top 10: Anzahl der Platzierungen unter den ersten zehn (einschließlich Podium)
- Punkteränge: Anzahl der Platzierungen innerhalb der Punkteränge (einschließlich Podium und Top 10)
- Starts: Anzahl gelaufener Rennen in der jeweiligen Disziplin
- Staffel: inklusive Mixed- und Single-Mixed-Staffeln

| Platzierung            | Einzel | Sprint | Verfolgung | Massenstart | Staffel | Gesamt |
| ---------------------- | ------ | ------ | ---------- | ----------- | ------- | ------ |
| 1. Platz               |        |        |            |             |         |        |
| 2. Platz               |        |        |            |             |         |        |
| 3. Platz               |        |        |            |             | 1       | 1      |
| Top 10                 | 1      | 2      | 3          | 1           | 7       | 14     |
| Punkteränge            | 9      | 17     | 17         | 9           | 53      | 105    |
| Starts                 | 17     | 51     | 26         | 9           | 53      | 156    |
| Stand: 10. Januar 2022 |        |        |            |             |         |        |

### Olympische Winterspiele
Ergebnisse bei Olympischen Winterspielen:
|                                             | Einzelwettbewerbe | Einzelwettbewerbe | Einzelwettbewerbe | Einzelwettbewerbe | Staffelwettbewerbe | Staffelwettbewerbe |
| Sprint                                      | Verfolgung        | Einzel            | Massenstart       | Damenstaffel      | Mixedstaffel       |                    |
| ------------------------------------------- | ----------------- | ----------------- | ----------------- | ----------------- | ------------------ | ------------------ |
| Olympische Winterspiele 2014 \| Sotschi     | 64.               | –                 | 41.               | –                 | 12.                | –                  |
| Olympische Winterspiele 2018 \| Pyeongchang | 30.               | 20.               | 45.               | –                 | 14.                | 18.                |